# بيدرو بابلو فيغيروا
بيدرو بابلو فيغيروا (بالإسبانية: Pedro Pablo Figueroa)‏ هو صحفي وكاتب تشيلي، ولد في 25 ديسمبر 1857 في كوبيابو في تشيلي، وتوفي في 1906 في سانتياغو في تشيلي.